# Сахарска овесарка
Сахарска овесарка (Emberiza sahari или Домашна овесарка) е вид пойна птица от род Овесарки.

## Разпространение
Срещат се в Северозападна Африка от Мароко до Мали на юг и до Източна Африка, Етиопия и Афганистан.

## Местообитание
Те живеят в гората, в равнините, край водите.

## Физически характеристики
Дължината им достига до 20 cm.

## Размножаване
Мътят от 4 до 6 яйца, обикновено 2 пъти в годината, като строят доста красиви гнезда от сламки и перушина, козина, мъх и лишеи.

## Хранене
Птиците се хранят предимно с насекоми и семена на различни храстови и дървесни видове.